# Saint-Germain-sur-Meuse
 Saint-Germain-sur-Meuse  es una población y comuna francesa de la región de Lorena, departamento de Mosa, en el distrito de Commercy y cantón de Vaucouleurs.

## Demografía
| 303 | 281 | 216 | 192 | 220 | 241 |
| Para los censos de 1962 a 1999 la población legal corresponde a la población sin duplicidades (Fuente: INSEE [Consultar]) |     |     |     |     |     |